# Hjörtur Hermannsson
Hjörtur Hermannsson (Reykjavík, 8 februari 1995) is een IJslands voetballer die doorgaans als verdediger speelt voor Volos. Hjörtur debuteerde in 2016 in het IJslands voetbalelftal.

## Clubcarrière
Hjörtur debuteerde in 2011 in het betaald voetbal in het shirt van Fylkir Reykjavík. Hij debuteerde op 15 mei 2011 in een thuiswedstrijd tegen Valur Reykjavík. Hij speelde tot medio 2012 twaalf wedstrijden voor de club, waarin hij eenmaal scoorde. Hij tekende in 2012 een driejarig contract bij PSV, nadat hij eerder op proef geweest was. Hij begon hier in het seizoen 2012/13 in de A1. Met Phillip Cocu als trainer won hij in 2013 de beker door in de finale de A1 van Feyenoord met 2–3 te verslaan. Hjörtur debuteerde op 19 augustus 2013 in Jong PSV in de Eerste divisie tegen FC Oss. Hier was hij dat jaar onderdeel van het eerste beloftenteam ooit dat een periodetitel won in de Eerste divisie. Zelf droeg hij daar in 25 competitiewedstrijden aan bij. Hjörtur verlengde in juli 2015 zijn contract bij PSV tot medio 2018. In februari 2016 werd hij tot het einde van het seizoen 2015/16 verhuurd aan IFK Göteborg. Een debuut in het eerste elftal van PSV bleef definitief uit. De Eindhovense club verkocht hem in juli 2016 voor circa €300.000,- aan Brøndby IF, de nummer vier van Denemarken in het voorgaande seizoen.
Na vervolgens in Italië te hebben gespeeld voor Pisa en (kort) voor Carrarese tekende hij in januari 2025 bij Volos.

## Interlandcarrière
Hjörtur debuteerde in 2013 voor IJsland –21; daarvoor kwam hij al uit voor IJsland –17 en –19. Hij debuteerde op 31 januari 2016 in het IJslands voetbalelftal, in een oefeninterland in en tegen de Verenigde Staten (3-2 nederlaag). Hij viel direct na rust in voor Hallgrímur Jónasson. Bondscoach Lars Lagerbäck maakte op 9 mei 2016 bekend dat hij Hjörtur meenam naar het EK 2016. Hier was hij de jongste en minst ervaren speler in de IJslandse selectie. IJsland werd in de kwartfinale uitgeschakeld door gastland Frankrijk, dat met 5–2 won. Hjörtur kwam gedurende het toernooi zelf niet in actie.
1 Pentz ·
2 Sebulonsen ·
4 Rasmussen  ·
5 Lauritsen ·
6 Spierings ·
7 Vallys ·
9 Omoijuanfo ·
10 Wass ·
11 Bundgaard ·
14 Mensah ·
16 Mikkelsen ·
17 Rajovic ·
18 Tshiembe ·
22 Radošević ·
24 Divković ·
28 Suzuki ·
30 Vanlerberghe ·
31 Klaiber ·
32 Alves ·
35 Nartey ·
36 Kvistgaarden ·
37 Bischoff ·
46 Che ·
Coach: Sørensen
· Keeperstrainer: Ankergren
1 Hannes Þór ·
2 Birkir Már ·
3 Haukur Heiðar ·
4 Hjörtur ·
5 Sverrir Ingi ·
6 Ragnar ·
7 Jóhann Berg ·
8 Birkir ·
9 Kolbeinn ·
10 Gylfi ·
11 Alfreð ·
12 Ögmundur ·
13 Ingvar ·
14 Kári ·
15 Jón Daði ·
16 Rúnar Már ·
17 Aron  ·
18 Theódór Elmar ·
19 Hörður Björgvin ·
20 Emil ·
21 Arnór Ingvi ·
22 Guðjohnsen ·
23 Ari Freyr ·
Coach: Lagerbäck & Heimir